# Ranomafana steineri
Ranomafana steineri es una especie de coleóptero de la familia Pyrochroidae.

## Distribución geográfica
Habita en Madagascar.